# نرم‌افزار حسابداری
نرم افزار حسابداری (انگلیسی: Accounting softwareen:Accounting software) به گونه‌ای از نرم‌افزارهای کاربردی اطلاق می‌گردد، که داده‌های حسابداری مربوط به کلیه معاملات را در قالب ماژول‌های تابعی (همچون حساب دریافتنی و …) ذخیره‌سازی و پردازش می‌نماید. نرم‌افزارهای حسابداری نرم‌افزارهایی هستند، که بر پایه مفاهیم حسابداری طراحی می‌شوند و جهت تسهیل امور، به حسابداران یاری می‌رسانند.

لیست بهترین نرم افزارهای حسابداری

نرم‌افزار حسابداری یک نوع نرم‌افزار کاربردی را توصیف می‌کند که پردازش‌های حسابداری را درون ماژول‌های کاربردی مانند حساب‌های قابل پرداخت، حساب‌های دریافتنی، سند حسابداری، اسناد عمومی، حقوق و دستمزد و تراز حساب، ثبت و پردازش می‌کند. این سیستم به عنوان یک سیستم اطلاعات حسابداری عمل می‌کند که ممکن است در داخل سازمان توسط سازمان استفاده شود، از سوی شخص ثالث خریداری شود یا ترکیبی از یک بسته نرم‌افزاری شخص ثالث با تغییرات محلی باشد.
نرم‌افزار حسابداری ممکن است، بر اساس نوع، در هر زمان و با هر وسیله‌ای فعال‌سازی شود یا بر روی دسکتاپ قابل دسترسی باشد، که در این صورت معمولاً در هر زمان دیده می‌شوند. این به شدت در میزان پیچیدگی و هزینه آن تفاوت ایجاد می‌کند.
بازار از اواسط دهه ۷۰ تاکنون تحولات قابل ملاحظه‌ای را به خود دیده است و بسیاری از تأمین کنندگان از تجارت خارج شده یا توسط گروه‌های بزرگتر خریداری شده‌اند.

## ماژول‌ها
نرم‌افزار حسابداری به‌طور معمول شامل ماژول‌های مختلف، بخش‌های مختلف مربوط به مناطق خاص حسابداری است. در این میان، رایج‌ترین موارد عبارتند از:
هسته اصلی
حساب‌های دریافتنی - جایی که شرکت وارد پول می‌شود
حساب‌های قابل پرداخت - جایی که شرکت وارد حساب‌های خود می‌شود و پولی را که بخشیده است، می‌پردازد
لندن - کتاب «شرکت»
صورتحساب - جایی که شرکت فاکتورها را برای مشتریان / مشتریان تولید می‌کند
Stock / inventory- جایی که شرکت کنترل موجودی خود را حفظ می‌کند
سفارش خرید - جایی که در آن سفارش‌های شرکت موجود هستند
سفارش فروش - جایی که شرکت ثبت سفارش‌های مشتری را برای عرضه موجود می‌کند
حسابداری - جایی که شرکت ثبت و جمع‌آوری و پرداخت می‌کند
ماژول‌های غیر هسته‌ای[نیازمند منبع]
جمع‌آوری بدهی - جایی که شرکت تلاش می‌کند برای جمع‌آوری صورتحساب‌های عقب‌افتاده (گاهی اوقات بخشی از حساب‌های دریافتنی)
پردازش پرداخت الکترونیکی
هزینه - جایی که کارکنان مربوط به هزینه‌های مربوط به کسب‌وکار وارد می‌شوند
سؤال‌ها - جایی که شرکت اطلاعات بدون نیاز به ویرایش یا افزودن اطلاعات را بر روی صفحه نمایش می‌دهد
حقوق و دستمزد - جایی که شرکت حقوق و دستمزدها، و مالیات آن را دنبال می‌کند
گزارش‌ها - جایی که شرکت داده‌ها را چاپ می‌کند
Timesheet - جایی که متخصصان (مانند وکلا و مشاوران) مدت زمان ضبط را کار می‌کنند تا بتوانند به مشتریان صورتحساب بدهند
درخواست خرید - که در آن درخواست برای سفارش‌های خرید ساخته شده، تأیید و ردیابی شده است.
همبستگی - سوابق مربوط به احزاب در هر دو طرف معاملات را برای انطباق مقایسه می‌کند
تمرین کردن
نشریه‌ها
اداره حسابداری
پشتیبانی از مالیات بر ارزش افزوده
محاسبه بازپرداخت قانونی
یادآوری‌های پرداخت باقیمانده
ادغام بانک غذا
سیستم ضمیمه اسناد
سیستم تاییدیه سند / مجله
توجه داشته باشید که فروشندگان ممکن است برای این ماژول نام‌های متفاوت استفاده کنند.

## پیاده‌سازی
در بسیاری از موارد، پیاده‌سازی (نصب و پیکربندی سیستم در سرویس گیرنده) باید با توجه بیشتری به نرم‌افزار واقعی انتخاب شده انجام شود، زیرا می‌تواند هزینه کل مالکیت را برای کسب‌وکار کاهش دهد. اکثر برنامه‌های متوسط و بزرگ به‌طور انحصاری از طریق نمایندگی فروش، توسعه‌دهندگان و مشاوران فروخته می‌شود. این سازمان‌ها به‌طور معمول یک هزینه مجوز را به فروشنده نرم‌افزاری می‌پردازند و سپس مشتری را برای نصب، سفارشی‌سازی و خدمات پشتیبانی می‌پردازند. مشتریان معمولاً می‌توانند بر روی پرداخت هزینه تقریبی ۵۰ تا ۲۰۰ درصد از هزینه نرم‌افزار در هزینه‌های پیاده‌سازی و مشاوره حساب کنند.
سازمان‌های دیگر به فروش می‌رسانند، به‌طور مستقیم با مشتریان مشورت و پشتیبانی می‌کنند و نمایندگی فروش را حذف می‌کنند. نرم‌افزار حسابداری می‌تواند مزایای بسیاری از جمله سرعت بخشیدن به فرایند بازیابی اطلاعات، بهره‌وری در روند آشتی بانکی، به‌طور خودکار مالیات بر ارزش افزوده (مالیات بر ارزش افزوده) / مالیات کالاها و خدمات (GST) و شاید مهم‌تر از همه، فرصتی برای دیدن وضعیت واقعی وضعیت مالی شرکت است. [نیازمند منبع]

## انواع

### حسابداری شخصی
همچنین نگاه کنید به: امور مالی شخصی
نرم‌افزار حسابداری شخصی نوعی است که عمدتاً کاربران خانگی را هدف قرار می‌دهد. حمایت از حساب‌های قابل پرداخت از نوع حسابداری معاملات، مدیریت بودجه و آشتی حساب کاربری ساده، در پایان ارزان از بازار است. امروزه اکثر نرم‌افزارهای حسابداری شخصی بر روی گوشی‌های همراه تولید و به بازار عرضه می‌گردند، چراکه راحتی کار و در دسترس بودن این نرم‌افزارها بر روی موبایل یکی از موارد مهم تولید این دسته از نرم‌افزارهای حسابداری می‌باشد.

### بازار کم پایان
در پایین پایان بازار کسب‌وکار، نرم‌افزارهای کاربردی ارزان قیمت اجازه می‌دهد تا کلیه توابع کلی حسابداری کسب‌وکار انجام شود. تأمین‌کنندگان اغلب در یک بازار ملی واحد خدمت می‌کنند، در حالی که تأمین‌کنندگان بزرگتر راه‌حل‌های جداگانه‌ای در هر بازار ملی ارائه می‌دهند.
بسیاری از محصولات پایدار با ویژگی‌های " تک ورود " مشخص می‌شوند، در مقایسه با سیستم‌های دو ورودی که در بسیاری از کسب‌وکارها دیده می‌شوند. بعضی از محصولات دارای قابلیت قابل توجهی هستند، اما مطابق GAAP یا IFRS / FASB محسوب نمی‌شوند. برخی از سیستم‌های کم پایان دارای امنیت کافی و ردیابی حسابرسی نیستند.

### بازار متوسط
بازار متوسط طیف وسیعی از نرم‌افزارهای تجاری را پوشش می‌دهد و می‌تواند نیازهای استانداردهای حسابداری ملی چندگانه و حسابداری در ارزهای مختلف را ممکن سازد.
علاوه بر توابع حسابداری عمومی، این نرم‌افزار ممکن است سیستم‌های اطلاعاتی مدیریت یکپارچه یا افزوده را شامل شود و ممکن است به سمت یک یا چند بازار گنجانده شده باشد، مثلاً با ماژول‌های حسابداری یکپارچه یا افزوده.
برنامه‌های کاربردی نرم‌افزاری در این بازار معمولاً شامل ویژگی‌های زیر می‌شوند:
پایگاه داده‌های قوی صنعت استاندارد
گزارش ابزار استاندارد صنعت
ابزار برای پیکربندی یا گسترش برنامه (به عنوان مثال SDK)، دسترسی به کد برنامه.

### بازار بالا پایان
همچنین ببینید: برنامه‌ریزی منابع سازمانی
پیچیده‌ترین و گرانترین نرم‌افزار حسابداری کسب‌وکار بخشی از یک مجموعه گسترده نرم‌افزاری است که اغلب به عنوان نرم‌افزار مدیریت منابع سازمانی شرکت (ERP) شناخته می‌شود.
این برنامه‌ها معمولاً دوره پیاده‌سازی بسیار طولانی دارند، اغلب بیش از شش ماه. در بسیاری از موارد، این برنامه‌ها مجموعه‌ای از توابع را دربر می‌گیرند که نیاز به یکپارچه‌سازی، پیکربندی و سفارشی‌سازی قابل توجهی دارند تا حتی به یک سیستم حسابداری شبیه باشند.
بسیاری از نرم‌افزارهای حسابداری منبع باز با استفاده از نرم‌افزار رایگان در این روز در دسترس هستند که هدف آن‌ها تغییر دینامیک بازار است. بسیاری از این راه‌حل‌های نرم‌افزاری مبتنی بر وب هستند.
مزیت راه‌حل بالا پایان این است که این سیستم‌ها برای پشتیبانی از فرآیندهای خاص شرکت خاصی طراحی شده‌اند، زیرا بسیار قابل تنظیم هستند و می‌توانند با توجه به نیازهای دقیق کسب‌وکار طراحی شوند. این معمولاً در کاهش هزینه و زمان اجرای آن نقش قابل توجهی دارد.

### بازار افقی
انتخاب در بین خرید یک برنامه خاص صنعتی یا یک برنامه کاربردی عمومی اغلب بسیار دشوار است. نگرانی در مورد یک برنامه سفارشی یا یک طراحی خاص برای یک صنعت خاص شامل موارد زیر است:
تیم توسعه کوچکتر
افزایش خطر شکست کسب و کار فروشنده
کم بودن در دسترس بودن پشتیبانی
این را می‌توان در برابر:

### نیاز کمتر برای سفارشی سازی
کاهش هزینه‌های پیاده‌سازی
زمان و هزینه‌های آموزش نهایی کاربر کاهش می‌یابد
برخی از انواع مهم نرم‌افزار حسابداری عمودی عبارتند از:
بانکداری
ساخت و ساز
پزشکی
حسابداری غیرانتفاعی یا صندوق
نقطه فروش (خرده فروشی)
اعتماد سرمایه‌گذاری املاک
نرم‌افزار مدیریت مراقبت از کودک
مدیریت برای کتابفروشی
راه حل‌های ترکیبی
با پیشرفت تکنولوژی، فروشندگان نرم‌افزار قادر به ارائه نرم‌افزار به‌طور فزاینده پیشرفته در قیمت‌های پایین‌تر هستند. این نرم‌افزار برای شرکت‌های مختلف در مراحل مختلف رشد مناسب است. بسیاری از ویژگی‌های نرم‌افزار Mid-Market و High-End (از جمله سفارشی سازی پیشرفته و پایگاه‌های بسیار قابل مقیاس پذیر) حتی از طریق کسب و کارهای کوچک به عنوان چندین مکان باز یا رشد می‌کنند. علاوه بر این، با افزایش تعداد شرکت‌های دیگر در خارج از کشور یا اجازه دادن به کارگران به دفتر خانه، بسیاری از مشتریان کوچکتر نیاز به اتصال چندین مکان دارند. گزینه‌های آن‌ها استفاده از نرم‌افزار به عنوان یک سرویس یا برنامه دیگری است که به آن‌ها دسترسی مشابه از مکان‌های مختلف را از طریق اینترنت ارائه می‌دهد.

### نرم‌افزار حسابداری تحت وب SaaS
با ظهور عصر رایانه‌های قوی و افزایش سرعت اتصال به اینترنت، شرکت‌های نرم‌افزاری حسابداری قادر به ایجاد نرم‌افزارهای حسابداری تحت وب با بستر ابری شده‌اند و هزینه خدمات خود را به صورت ماهانه از مشترکین دریافت می‌کنند. به این نوع خدمات اصطلاحاً SaaS یا software as a service گفته می‌شود. میزان مقبولیت این نوع از نرم‌افزارهای حسابداری به گونه ای در حال افزایش است که تولیدکنندگان نرم‌افزارهای قدیمی نیز به مرور مجبور به ارائه نسخه‌های آنلاین از نرم‌افزار خود هستند. اخیراً ورود به سیستم نرم‌افزار حسابداری امیدوار است برای رسیدن به سرعت بیشتر از طریق اجتناب از نیاز به هزینه اشتراک ماهانه باشد.

### ویژگی‌های کلیدی نرم‌افزارهای حسابداری[۱۱]
- قابلیت‌های حسابداری: مانند ثبت معاملات، مدیریت فاکتورها، محاسبه مالیات و پیگیری دریافت‌ها و پرداخت‌ها.
- گزارش‌دهی: امکان تهیه گزارش‌های ترازنامه، صورت سود و زیان، و جریان نقدینگی.
- مدیریت موجودی: پیگیری موجودی کالاها و مواد اولیه.
- حقوق و دستمزد: محاسبه و پرداخت حقوق کارکنان و اعمال کسورات.